# Château de Bissy-sur-Fley
Pour les articles homonymes, voir Bissy.
Le château de Bissy-sur-Fley ou château de Tyard est situé sur la commune de Bissy-sur-Fley,  en Saône-et-Loire (France).

## Description
Le château a conservé une enceinte de plan rectangulaire allongé, percée à ses deux extrémités de portes charretières. La porte sud est flanquée d'une tour carrée. Le logis, de plan rectangulaire, est flanqué d'une tour circulaire à l'angle nord-ouest, d'une tour barlongue à l'angle sud-est), d'une tour carrée à l'angle sud-ouest et d'une tour d'escalier en façade.
Le château, propriété privée, est ouvert à la visite.
Il fait l’objet d’une inscription au titre des monuments historiques depuis le 3 juin 1932. En 2015, il a obtenu le label "Maison des illustres"

## Historique
- 1350 : mariage de Claude de Tyard, écuyer, avec Françoise de Bissy.
- 1478 : le château est habité par Étienne de Tyard, seigneur de Bissy.
- début XVIe siècle : propriété de Jean de Tyard, fils du précédent, lieutenant général au bailliage de Mâcon.
- 1521 : naissance à Bissy de Pontus de Tyard, poète de la Pléiade, fils du précédent et de Jeanne de Ganay.
- Milieu du XVIe siècle : à la mort de ses frères, Pontus de Tyard hérite du domaine.
- 1605 : à la mort de Pontus de Tyard, ses neveux conservent le fief.
- XIXe siècle : le domaine est converti en ferme.
- 1951 : à partir de cette époque, Madame de la Poix de Fréminville se consacre à la sauvegarde de l'édifice.
- 2001 : création de l'association "Renaissance du château Pontus de Tyard" dont l'objectif est de le restaurer, de l'animer et l'étudier.

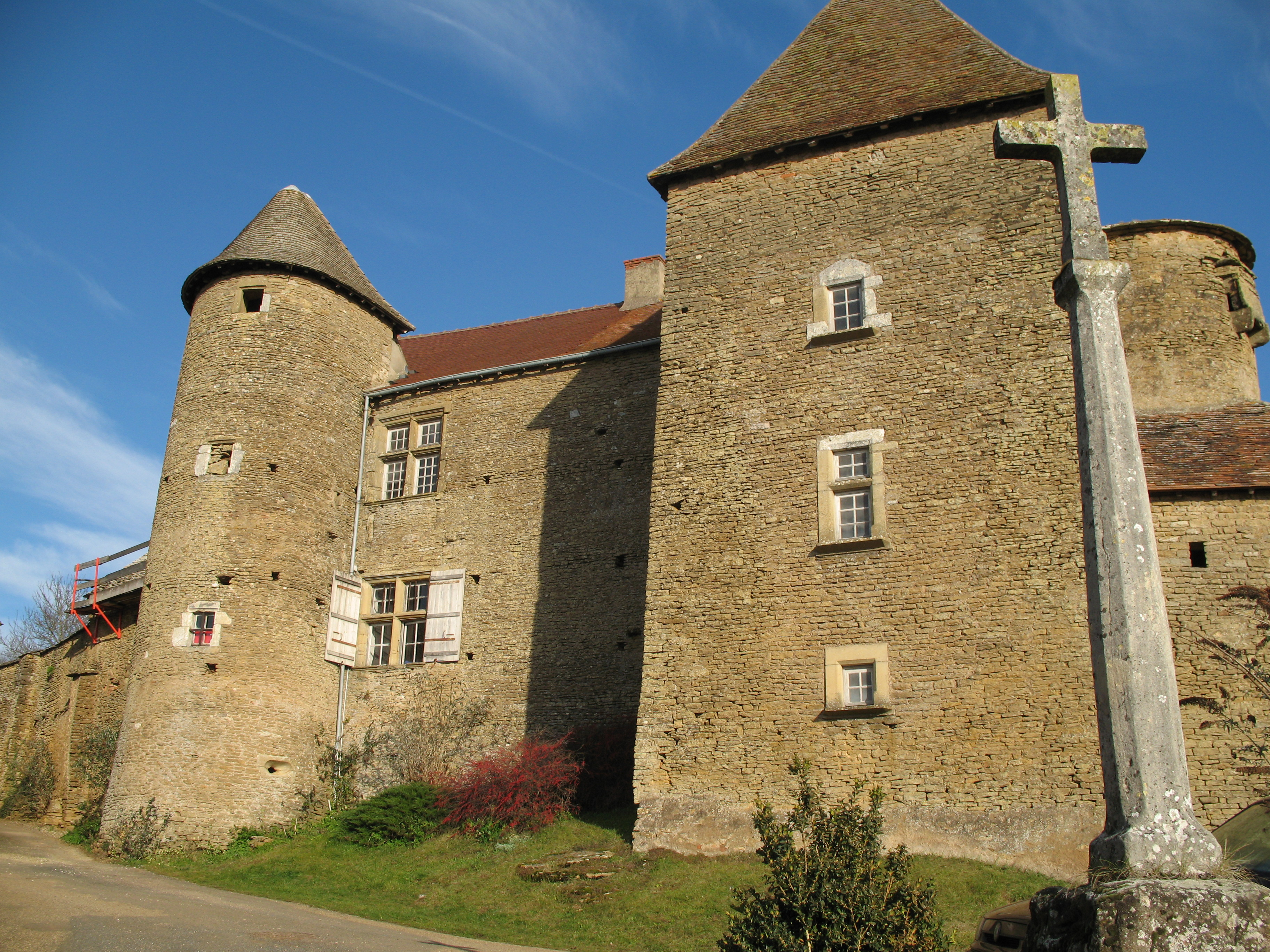
Château de Bissy-sur-Fley.

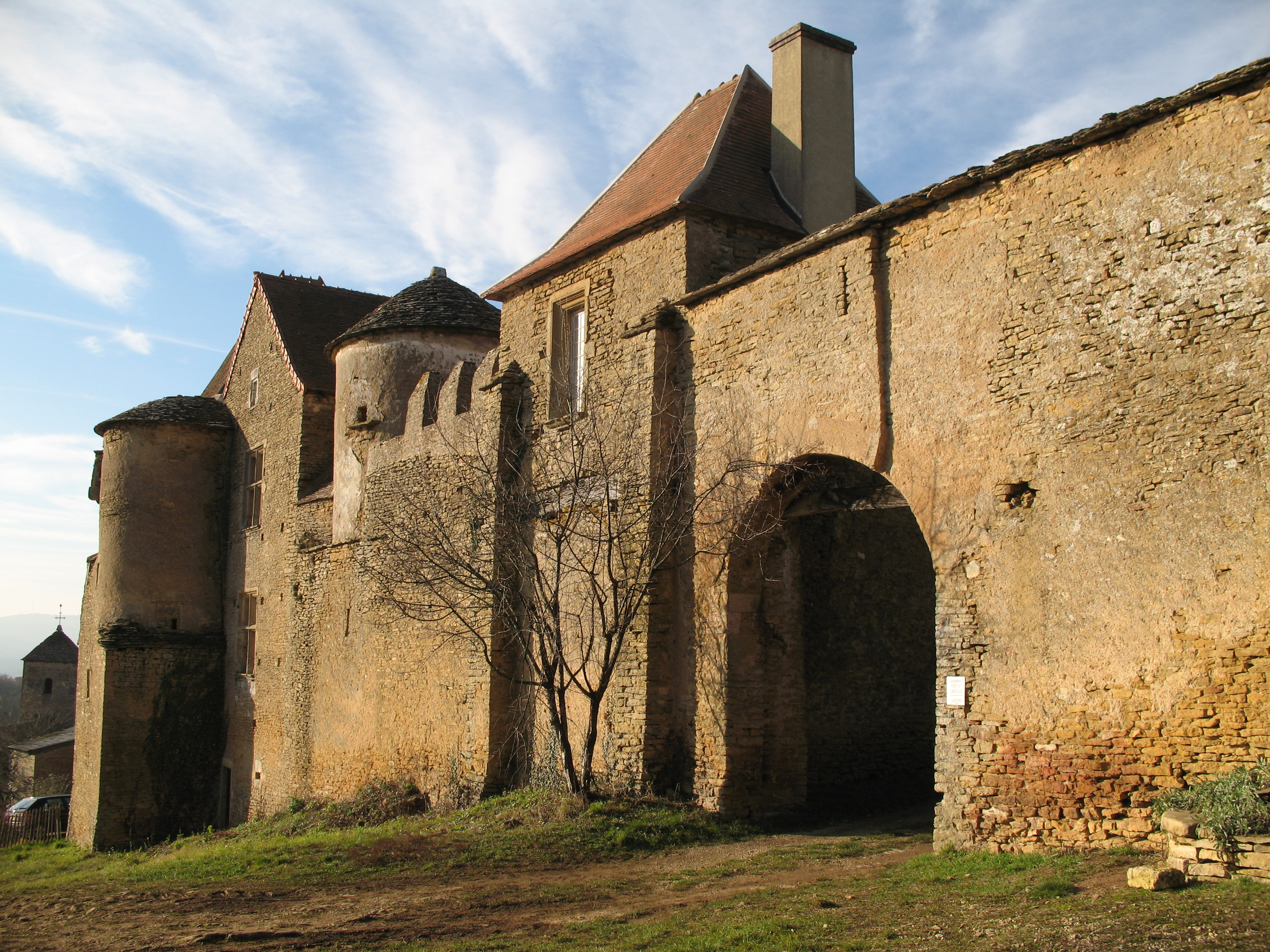
Château de Bissy-sur-Fley.